# John Bosco Manat Chuabsamai
John Bosco Manat Chuabsamai (Thai: ยอห์น บอสโก มนัส จวบสมัย, Aussprache: [yɔːn bɔ̀ːtkoː mánát ʨùːapsàmaj]; * 31. Oktober 1935 im Tambon Bang Nok Khwaek, Amphoe Bang Khonthi, Provinz Samut Songkhram, Zentralthailand; † 20. Oktober 2011 in Amphoe Ban Pong) war ein thailändischer Geistlicher und römisch-katholischer Bischof von Ratchaburi.

## Leben
John Bosco Manat Chuabsamai empfing am 10. Mai 1961 die Priesterweihe. Er war Sekretär des St. John Bosco-Hauses in Ratchaburi (1961/63), Sekretär von Mae Phra Fatima, einer Kirche im Tambon Huai Yang des Landkreises (Amphoe) Thap Sakae in der Provinz Prachuap Khiri Khan (ปลัดวัดแม่พระฟาติมา ห้วยยาง ประจวบคีรีขันธ์) (1963–65) und Sekretär der Kirche Mae Phra Maha Thuk im Landkreis Tha Muang der Provinz Kanchanaburi (ปลัดวัดแม่พระมหาทุกข์ ท่าม่วง) (1965–69). Nach Tätigkeit als Direktor einer Kunstschule (1968–69) war er von 1969 bis 1974 Priester der Kirche Mae Phra Maha Thuk (เจ้าอาวาสวัดแม่พระมหาทุกข์  ท่าม่วง). Zudem engagierte er sich 1972 bis 1974 für das Institute of Social Order (ISO) in Manila, Philippinen, sowie für das Family Life Center von Del Monte, Philippinen. Von 1974 bis 1976 unterrichtete er an der Daruna, einer Ordensschule in Ratchaburi. Von 1976 bis 1978 absolvierte er ein Philosophiestudium an der Katholischen Universität von Amerika und lehrte von 1978 bis 1984 an der Philosophischen Fakultät des Saengtham College (วิทยาลัยแสงธรรม); zudem war er deren Vizepräsident. In einem Sabbatjahr 1984/85 studierte er an der Universität Zürich und Katholischen Universität Löwen. 1985 bis 1996 war er Rektor des Saengtham College.
Papst Johannes Paul II. ernannte ihn am 25. November 1985 zum Bischof von Ratchaburi und spendete ihm am 6. Januar 1986 im Petersdom die Bischofsweihe; Mitkonsekratoren waren der Kardinalstaatssekretär Agostino Casaroli, und Bernardin Kardinal Gantin, Präfekt der Kongregation für die Bischöfe. 
Am 24. Juli 2003 nahm Papst Johannes Paul II. seinen Rücktritt an. Er starb im Krankenhaus von Amphoe Ban Pong.